# Johann Müller (Politiker, 1875)
Johann Müller (* 1. Februar 1875 in Thüringerberg; † 2. Mai 1940 in Bludesch) war ein österreichischer Politiker (CSP) und Gastwirt. Er war von 1910 bis 1914 sowie von 1919 bis 1928 Abgeordneter zum Vorarlberger Landtag.

## Leben
Johann Müller war beruflich als Gastwirt tätig und führte das Gasthaus „Zum Löwen“ in Bludesch. Er engagierte sich als Mitglied der Christlichsozialen Partei und kandidierte für diese für den Vorarlberger Landtag. Nach dem Rückzug von Ignaz Nigsch rückte Müller am 2. September 1910 für diesen in den Landtag nach, wobei er als Abgeordneter die Landgemeinden des Wahlbezirks Bludenz – Montafon vertrat. Er wurde in der 2. Session der Landtagsperiode in den Finanzausschuss gewählt und übernahm später die Funktion des Obmannstellvertreters im Finanzausschuss. Nach Ausbruch des Ersten Weltkriegs wurde der Vorarlberg bis Kriegsende nicht mehr einberufen. Müller gehörte dem Provisorischen Landtag nicht an, kandidierte jedoch neuerlich bei der Landtagswahl 1919 und wurde als Kandidat der Christlichsozialen Partei bzw. als Abgeordneter des Wahlbezirkes Bludenz neuerlich als Landtagsabgeordneter gewählt. Er wurde am 17. Juni 1919 angelobt und gehörte dem Vorarlberger Landtag in der Folge zwei volle Legislaturperioden an. Per 1. April 1928 schied er aus dem Landtag aus. Zudem hatte er vom 17. Juni 1919 bis zum 5. November 1923 die Funktion eines Ersatzmitglied der Vorarlberger Landesregierung inne, wobei er der Vertreter des damaligen Landesstatthalters Ferdinand Redler war. 
Müller engagierte sich neben seiner Tätigkeit als Landtagsabgeordneter auch in der Lokalpolitik von Bludesch und wirkte von 1919 bis 1921 als Mitglied der Gemeindevertretung. Er war des Weiteren Mitbegründer der Innerländer Brandschaden-Versicherung und gehörte als Mitglied dem Innerländer Bauernbund an. Innerhalb des Innerländer Bauernbundes fungierte er von August 1919 bis Mai 1921 auch als erster Obmann. Des Weiteren gehörte er 1919 zu den Gründern des Vorarlberger Bauernbundes, war 1927 Mitbegründer des Landesbauernbundes und fungierte ab 1921 als Aufsichtsratsvorsitzender der Verwertungsgenossenschaft „Alma“. 
Johann Müller wurde nach der Machtübernahme der Nationalsozialisten aus politischen Gründen zwischen dem 11. November 1939 und dem 21. November 1939 von der Gestapo in Innsbruck inhaftiert. Nach einer neuerlichen Verhaftung durch die Gestapo im Frühjahr 1940 verstarb Müller an einem tödlichen Herzanfall.

## Privates
Johann Müller war der Sohn des Landwirte-Ehepaars Johann Müller (1838–1895) und Johanna Pfister (1844–1875), wobei seine beiden Elternteile in Thüringerberg geboren wurden. Er heiratete am 21. November 1904 in Bludesch die aus Langen bei Bregenz stammende Sophie Bertsch (1879–1970 in Bludesch) und wurde zwischen 1905 und 1909 Vater zweier Töchter und eines Sohnes.